# زبان‌های ایلامی-دراویدی
خانواده زبان‌های ایلامی-دراویدی یک خانواده زبانی فرضی است که زبان‌های دراویدی پاکستان و جنوب هند را به زبان ایلامی منقرض شده ایلام باستان (جنوب غربی ایران کنونی) پیوند می‌دهد. دیوید مک‌آلپین، زبان‌شناس، یکی از حامیان اصلی فرضیه ایلامی-دراویدی بوده‌است. این فرضیه در محافل دانشگاهی مورد توجه قرار گرفته‌است، اما مورد انتقاد جدی زبان شناسان نیز هست. وجود چنین خانواده زبانی یکی از چندین سناریو برای بررسی خاستگاه زبان‌های دراویدی و زبان ایلامی است. به‌طور کلی زبان‌شناسان فعلاً ایلامی را به عنوان یک زبان تَکی پذیرفته‌اند که با هیچ زبان شناخته شده دیگری ارتباطی ندارد.
سیلوستر و همکاران. (۲۰۱۹) (با اشاره به رنفرو (۱۹۹۶) وجود زبان براهویی، زبان تک‌افتاده از خانواده دراویدی در بلوچستان پاکستان و بلوچستان ایران را پشتیبان فرضیه ایلامی-دراویدی می‌دانند   و نتیجه‌گیری می‌کنندکه مهاجرت و اختلاط دوسویه در دوران نوسنگی رخ داده‌است. 

## تاریخچه پیشنهاد
این مفهوم که ایلامی و دراویدی به نوعی به هم مرتبط هستند از آغاز بررسی هر دو حوزه زبانی یعنی به اوایل قرن نوزدهم برمی‌گردد. ادوین نوریس اولین کسی بود که مقاله ای در حمایت از این فرضیه در سال ۱۸۵۳ منتشر کرد شواهد بیشتری توسط رابرت کالدول ارائه شد که در سال ۱۸۵۶ کتاب زبانشناسی تطبیقی را در مورد زبانهای دراویدی منتشر کرد. دیوید مک آلپین، استادیار زبان‌ها و زبان‌شناسی دراویدی در دانشگاه پنسیلوانیا، مجموعه‌ای از مقالات را منتشر کرد که شواهدی را برای پشتیبانی از این نظریه ارائه می‌کرد. گمان او همچنین بر این است که زبان ناشناخته هاراپا (زبان یا زبان‌های تمدن دره سند) نیز ممکن است بخشی از این خانواده بوده باشد.

## استدلال‌های زبانی
به گفته دیوید مک آلپین، مردمی از ایلام، واقع در جنوب غربی ایران کنونی، با مهاجرت به هند، زبان‌های دراویدی را با خود به هندوستان آوردند. مک آلپین (۱۹۷۵) در مطالعه خود شباهت‌هایی را بین ایلامی و دراویدی شناسایی کرد. او پیشنهاد کرد که ۲۰ درصد واژگان دراویدی و ایلامی هم‌ریشه و ۱۲ درصد دیگر از واژگان‌ها آن‌ها احتمالاً همریشه هستند. او همچنین گفت که ایلامی و دراویدی دارای ضمایر دوم شخص مشابه و شناسه‌های همانند در حالت‌های صرفی هستند. دراویدی و ایلامی همچنین تعدادی مشتق مشابه، اسم‌های انتزاعی، و بن فعل + نشانگر زمان + ساختار شناسه‌های شخص مشابه دارند. هر دو دارای دو زمان مثبت هستند، یک «گذشته» و یک «غیر گذشته».

## پذیرش
این فرضیه در محافل دانشگاهی مورد توجه قرار گرفته‌است، اما به دلیل منابع محدود در زبان ایلامی، ارزیابی آن دشوار است. حامیان فرضیه ایلامی-دراویدی عبارتند از: ایگور ام دیاکونوف و فرانکلین ساوتورث.
بهادریراجو کریشنامورتی مطابقت‌های ریخت‌شناختی پیشنهادی مک آلپین بین ایلامی و دراویدی را موردی و فاقد انگیزه واج شناختی می‌دانست. انتقادات مشابهی توسط کمیل زولبیل و دیگران وارد شده‌است. انتقاد گئورگی استاروستین نیز این بوده‌است که این همانندی‌ها نزدیک‌تر از موارد متناظر با سایر خانواده‌های زبانی نزدیک به هردو نیستند. برای اکثر زبان شناسان تاریخی، فرضیه ایلامی-دراویدی اثبات نشده باقی مانده‌است، و ایلامی همچنان به عنوان زبانی منزوی درنظر گرفته می‌شود.

## گسترش کشاورزی
جدای از شباهت‌های زبانی، فرضیه ایلامی-دراویدی بر این ادعا استوار است که کشاورزی از خاور نزدیک به منطقه دره سند از طریق ایلام گسترش یافته‌است. این نشان می‌دهد که کشاورزان زبان جدید و همچنین کشاورزی را از عیلام آورده‌اند. داده‌های قومی-گیاه‌شناسی، ازجمله این واقعیت که گندم و نام آن (D. Fuller) از خاورنزدیک ریشه گرفته از این فرضیه پشتیبانی می‌کند. شواهد بعدی مبنی بر تجارت گسترده بین ایلام و تمدن دره سند حاکی از پیوندهای مداوم بین این دو منطقه است.
Renfrew و Cavalli-Sforza همچنین استدلال کرده‌اند که زبان نیادراویدی توسط کشاورزان بخش ایرانی هلال حاصلخیز به هند آورده شده‌است،   ، اما اخیراً Heggarty و Renfrew خاطرنشان کردند که "McAlpin's تجزیه و تحلیل داده‌های زبان، و در نتیجه ادعاهای او، به دور از عرف رایج باقی مانده‌است.».
نراسیمهان و همکاران (۲۰۱۹) به این نتیجه رسیدند که مولفه اجدادی ایرانی در مردم تمدن دره سند توسط افرادی مرتبط اما متمایز از کشاورزان ایرانی آورده شده‌است. این مولفه فاقد تبار مربوط به کشاورزان آناتولی است که پس از ۶۰۰۰ سال قبل از میلاد در کشاورزان ایرانی رایج بود.   این کشاورزان ایرانی ممکن است قبل از پیدایش کشاورزی در آنجا به دره سند رسیده باشند،  و ۵۴۰۰ تا ۳۷۰۰ قبل از میلاد، قبل از شکل‌گیری کامل تمدن دره سند با افراد مرتبط با شکارچیان-گردآورنده هندی مخلوط شده باشند.  

## برای مطالعهٔ بیشتر
- McAlpin, David W. (2003). "Velars, Uvulars, and the North Dravidian Hypothesis". Journal of the American Oriental Society. 123: 521–546. doi:10.2307/3217749. JSTOR 3217749.
- McAlpin, David W. (2015). "Brahui and the Zagrosian Hypothesis". Journal of the American Oriental Society. 135: 551–586. doi:10.7817/jameroriesoci.135.3.551.

1. ↑  Derenko: "The spread of these new technologies has been associated with the dispersal of Dravidian and Indo-European languages in southern Asia. It is hypothesized that the proto-Elamo-Dravidian language, most likely originated in the Elam province in southwestern Iran, spread eastwards with the movement of farmers to the Indus Valley and the Indian sub-continent."[۱۵]

Derenko refers to:
* Renfrew (1987), Archaeology and Language: The Puzzle of Indo-European Origins
* Renfrew (1996), Language families and the spread of farming. In: Harris DR, editor, The origins and spread of Agriculture and Pastoralism in Eurasia, pp. 70–92
* Cavalli-Sforza, Menozzi, Piazza (1994), The History and Geography of Human Genes.
2. ↑  Narasimhan et al. : "[One possibility is that] Iranian farmer–related ancestry in this group was characteristic of the Indus Valley hunter-gatherers in the same way as it was characteristic of northern Caucasus and Iranian plateau hunter-gatherers. The presence of such ancestry in hunter-gatherers from Belt and Hotu Caves in northeastern Iran increases the plausibility that this ancestry could have existed in hunter-gatherers farther east."[۱۸]
Shinde et al. (2019) note that these Iranian people "had little if any genetic contribution from [...] western Iranian farmers or herders";[۱۹] they split from each other more than 12,000 years ago.[۲۰]
See also Razib Kkan, The Day of the Dasa: "...it may, in fact, be the case that ANI-like quasi-Iranians occupied northwest South Asia for a long time, and AHG populations hugged the southern and eastern fringes, during the height of the Pleistocene."
3. ↑  Mascarenhas et al. (2015) note that "new, possibly West Asian, body types are reported from the graves of Mehrgarh beginning in the Togau phase (3800 BCE)."[۲۱]